# Fuquer d'Angulema
Folc o Fuquer d'Angulema (en francès Foucher d'Angoulême) fou el patriarca llatí de Jerusalem entre els anys 1146 i 1157. Estigué present en moments importants del Regne de Jerusalem. S'enemistà amb el patriarca Guillem de Malines i amb els cavallers hospitalers. A la seva mort fou succeït per Amaury de Nesle. Tot el que se'n sap d'ell prové de la narració de Guillem de Tir.

## Orígens
Segons el cronista Guillem de Tir, Folc era un «religiós i temororós de Déu, amb pocs estudis però home fidel i amant de la disciplina», que provenia d'Angulema. A França havia estat abat del monestir de Sant Pere de Celafroin i arribà a Jerusalem durant el cisma entre el papa Innocenci II i l'antipapa Anaclet II que es produí l'any 1131, quan el bisbe d'Angulema es posicionà a favor d'Anaclet i Folc a favor d'Innocenci. A Jerusalem fou canonge de l'església del Sant Sepulcre.

## Arquebisbe de Tir
El 1134 succeí a l'anglès William I, en el càrrec d'arquebisbe de Tir. Fou consagrat per Guillem de Malines, patriarca de Jerusalem, i després viatjà a Roma per rebre el pal·li del papa Innoceci II- El patriarca William s'ofengué i tractà Folc de mala manera quan tornà. Innocenci II quan ho sabé condemnà la conducta de Guillem i l'amenaçà amb posar l'arquebisbat de Tir sota l'autoritat directa de Roma o transferir-lo al patriarcat d'Atioquia. Això formava par de la discussió sobre a quin patriarcat havia d'estar subjecte Tir; anteriorment a la conquesta musulmana de Terra Santa, Tir depenia de l'autoritat d'Antioquia, però quan Tir fou reconquerida pels croats el 1124, passà a dependre de Jerusalem, que era políticament més important que Antioquia. La disputa acabà resolta quan Tir quedà sota la jurisdicció de Jerusalem.
El 1139 Folc estigué present en el setge de Balanea, i participà en el sínode d'Antioquia el desembre del mateix any.

## Patriarca de Jerusalem
El patriarca Guillem de Malines morí el 1145, i el 25 de gener del 1146 Folc fou nomenat patriarca de Jerusalem. Hi hagué una disputa sobre qui hauria d'ocupar l'arquebisbat de Tir, entre Ralph, canceller de Jerusalem i Pere de Barcelona; Ralph no havia estat consagrat i finalment Pere ocupà el càrrec.
El 1148 Folc estigué en el comitè de benvinguda que rebé a Conrad III d'Alemanya quan arribà a Jerusalem per la Segona Croada. Fou enviat a rebre Lluís VII de França, que s'havia aturat a Antioquia, al castell dels seus parents; Folc persuadí el rei francès de continuar el viatge a Jerusalem, doncs la croada era urgent. Pel juny assistí al consell d'Acre, en què es decidí atacar Damasc, fet que portaria al fracàs de la Segona Croada.
El 1149 Folc consagrà el Sant Sepulcre, església on s'havien fet reformes d'ampliació durant els 50 anys anteriors. L'edifici, en estil romànic estava inspirat en les esglésies occidentals d'aquella època.
El 1152, Folc intervingué en una disputa entre el rei Balduí III de Jerusalem i la seva mare Melisenda. Balduí havia heretat el tron amb 13 anys, el 1143, però la seva mare continuava governant com a regent encara que Balduí havia assolit la majoria d'edat el 1148. La disputat fins i tot arribà a les armes el 1152 entre els partidaris d'un i de l'altra. Els intents del patriarca Folc per fer les paus fallaren. Balduí finalment se'n sortí amb la seva.
El 1153 Folc estigué present en el setge d'Ascaló, portant la Vera Creu al camp de batalla. El 1155 estigué implicat en una disputa amb els cavallers hospitalers, els quals es negaven a pagar el delme a l'Església, interromperen l'homilia que estava fent Folc al Sant Sepulcre i li llençaren fletxes en protesta. Folc i un grup de prelats viatjaren a Roma a queixar-se directament al papa Adrià V.
El 1156 Folc s'oposà al matrimoni entre Amalric, comte de Jaffa, i Agnès de Courtenay, per motiu de consanguinitat. Folc morí el 20 de novembre de l'any següent.